# Čchiung-chaj

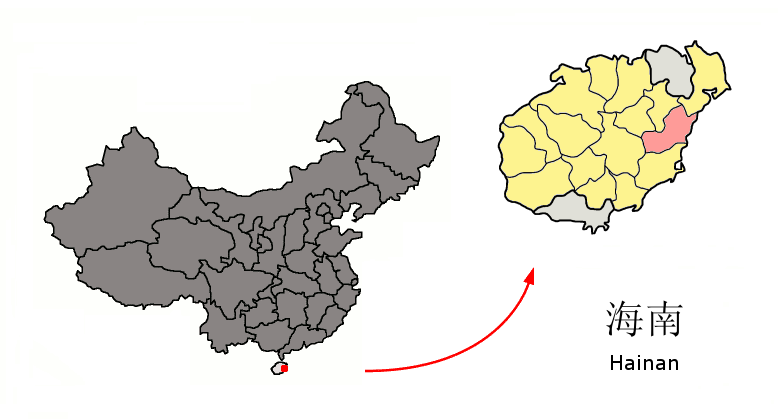
Poloha Čchiung-chaje

Čchiung-chaj (čínsky pchin-jinem Qiónghǎi, znaky zjednodušené 琼海, tradiční 瓊海) je městský okres na ostrově Chaj-nan v Čínské lidové republice. Leží u východního okraje ostrova při ústí řeky Wan-čchüan zhruba 86 kilometrů na jih od Chaj-kchou, hlavního města provincie. Celý okres má rozlohu 1 692 čtverečních kilometrů a v roce 2010 v něm žilo 483 217 obyvatel. Správa okresu sídlí v městysi Ťia-ťi, dalším významným městysem je Po-ao.

## Správní členění

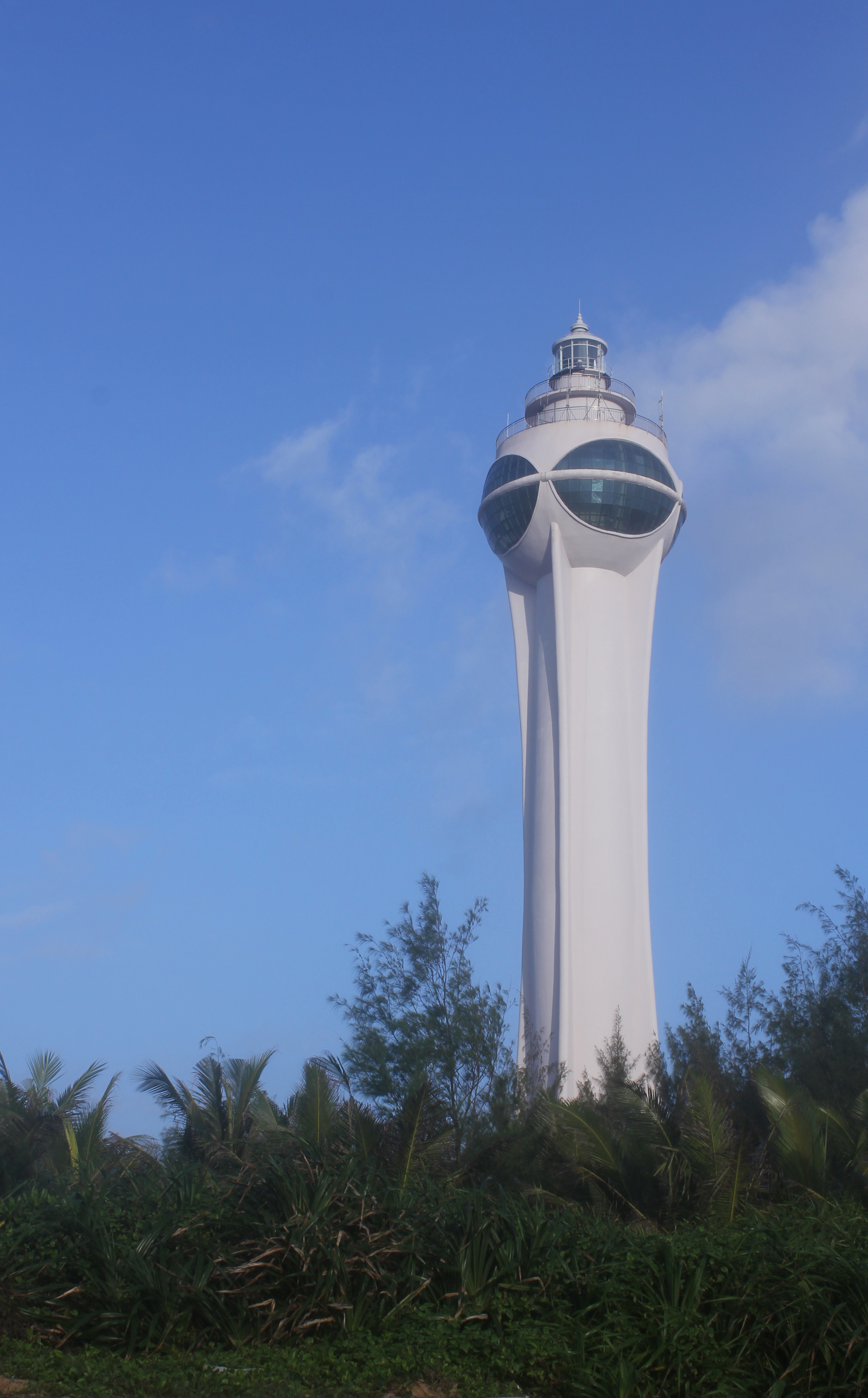
Maják v Po-ao

Čchiung-chaj se člení na 12 městysů:
- Ťia-ťi (嘉积镇)
- Wan-čchüan (万泉镇)
- Š'-pi (石壁镇)
- Čung-jüan (中原镇)
- Po-ao (博鳌镇)
- Jang-ťiang (阳江镇)
- Lung-ťiang (龙江镇)
- Tchan-men (潭门镇)
- Tcha-jang (塔洋镇)
- Čchang-pcho (长坡镇)
- Ta-lu (大路镇)
- Chuej-šan (会山镇)